# Кукан (рыбалка)
Кука́н — приспособление для сохранения и переноса выловленной рыбы. Он представляет собой прочный шнур с проволочной петлёй на конце. Пойманную (крупную) рыбу, осторожно сняв с крючка, сажают на кукан. Для этого петля продевается в отверстие, сделанное ножом в мягкой ткани рта рыбы, около нижней челюсти, и рыба осторожно опускается в воду. Верхний конец шнура на берегу прикрепляют к вбитому в берег колышку, в лодке — подвязывают к фалу, вёсельной уключине или к специальной державке.
Некоторые рыболовы сооружают простейшие куканы так: к нижнему концу шнура привязывают палочку, с её помощью продевают под жабры рыбы шнур, затем опускают её в воду. И делают при этом большую ошибку. Рыба с верёвкой под жабрами быстро засыпает и портится. Надо стремиться не допустить повреждения кровеносных сосудов во рту рыбы (около языка и жабр). Если же крючок с приманкой прошел в глубь пищевода, надо отрезать поводок, не вынимая крючка.
В жаркие, солнечные дни рыба сохраняется на кукане лучше, если она опущена ближе ко дну. Для этого к кукану подвязывают небольшой груз.
Сейчас созданы технологичные приспособления, которые заменяют классический кукан, сохраняя его название.

## Кукан для подводной охоты
Кукан подводному охотнику нужен для удержания добытой рыбы во время охоты. Крепится обычно к поясу; иногда, в случае поимки крупной рыбы либо охоты в местах с опасностью атаки крупных хищников закрепляется на буе.